# Annie Holmström
Annie Sofia Holmström (Jönköping, 22 de febrer de 1880 – Jönköping, 26 d'octubre de 1953) va ser una tennista sueca que va competir als Jocs Olímpics de 1912 d'Estocolm.
Disputà les dues proves individuals femenines, exterior i interior i la de dobles mixtos exteriors, i en totes elles fou eliminada en quarts de final. La seva germana gran Ellen Brusewitz també disputà les proves individuals d'aquests mateixos Jocs.